# De Admirant
De Admirant is een in 2006 voltooide woontoren in het centrum van Eindhoven aan de Emmasingel. Met 105 meter was De Admirant van 2006 tot 2024 het hoogste gebouw van Eindhoven.
Het gebouw is, op de betonnen basis (van 5 verdiepingen) na, geheel opgebouwd door middel van 'pre-fab'. Dit zijn in de fabriek gemaakte onderdelen die als het ware als een puzzel opgestapeld worden en zo de toren vormen. De onderste verdiepingen zijn zo ontworpen, dat deze aansluiten op het oude Philips hoofdkantoor (de Bruine Heer). De Bruine Heer ligt tegenover de Witte Dame en behoort ook tot De Admirant.
De toren is onderdeel van het project 'Rond de Admirant'. Het gehele project is in 2010 afgerond en voegt onder meer een nieuwe winkelstraat, megabioscoop en futuristische gebouwen toe aan de binnenstad. Op vrijdag 25 september 2009 vond de opening van de eerste winkels in Admirant Shopping Eindhoven, de nieuwe naam voor het winkelgebied, plaats. De officiële opening van de Blob was in april 2010.

## Foto's

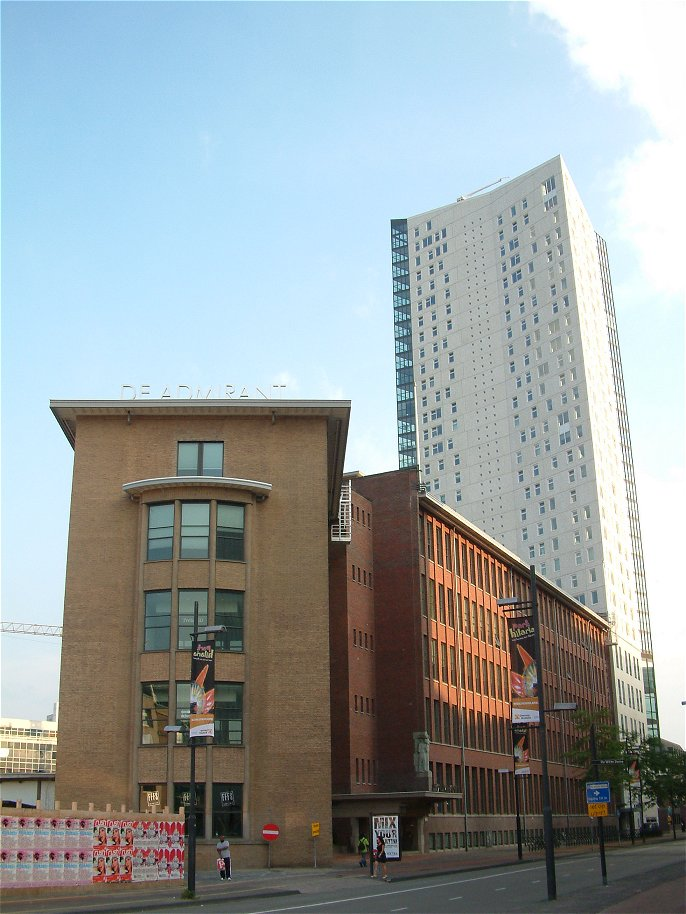
De Admirant, met de bruine heer
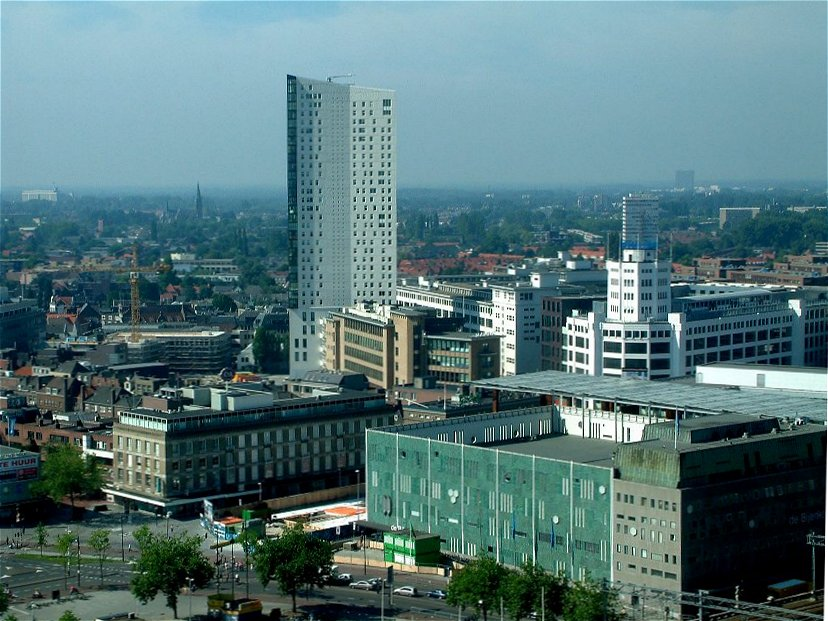
De Admirant, met de bruine heer, de Witte Dame en de Lichttoren
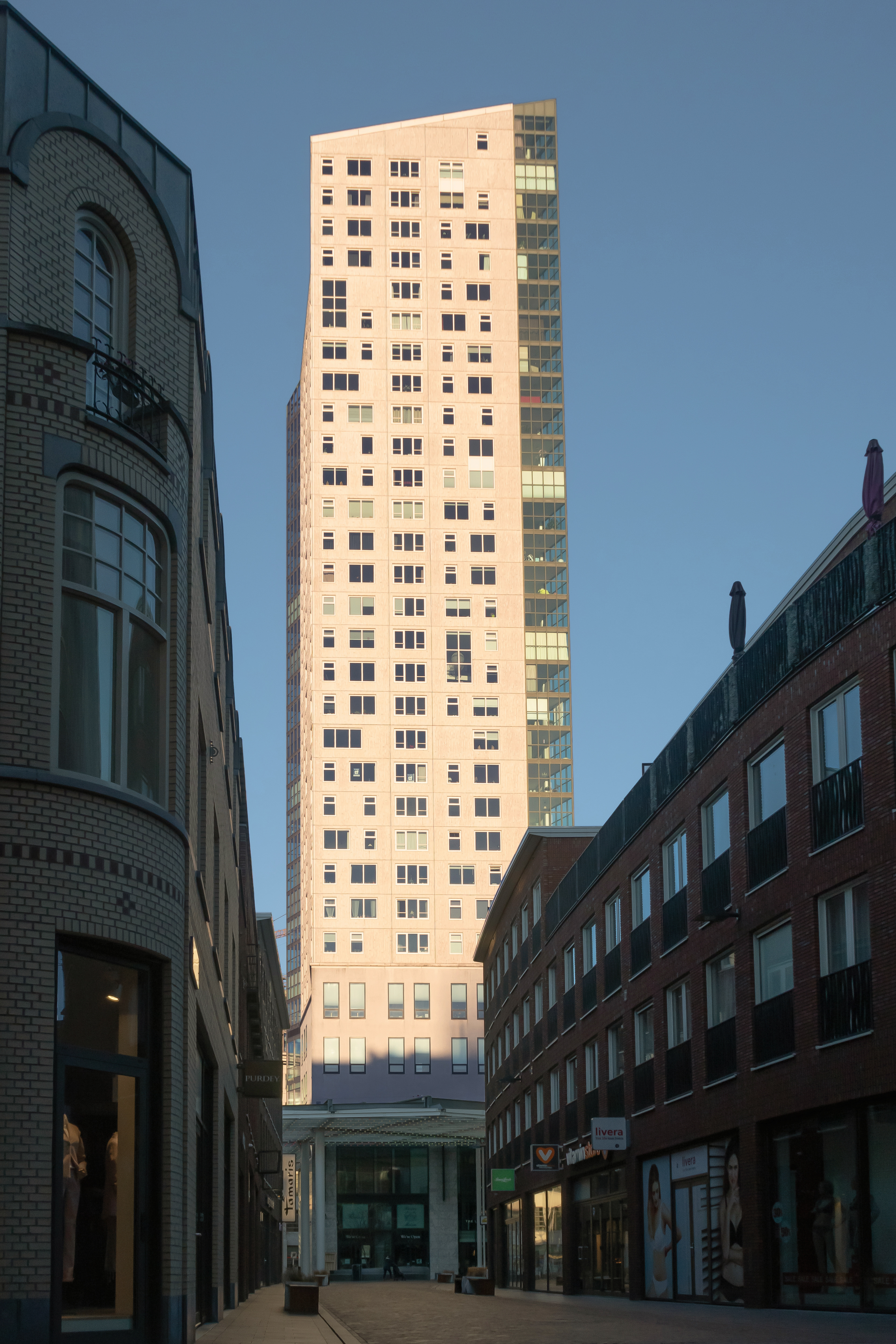
De Admirant in 2019
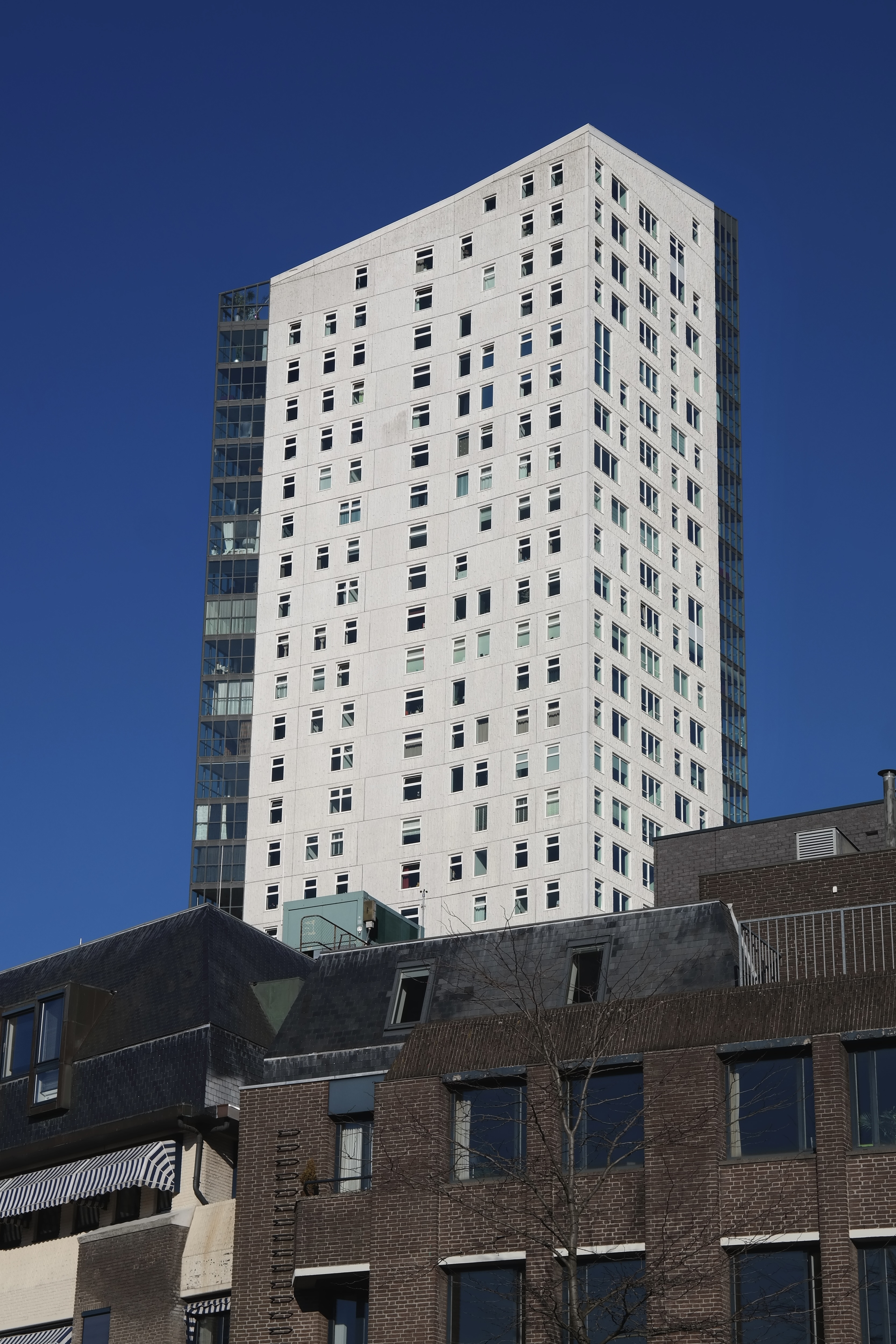
De Admirant in 2015